# Аменція
Аме́нція, аменти́вне потьма́рення свідо́мості, аменти́вний синдро́м (од лат. amentia— безумство) — одна з форм потьмарення свідомості з переважанням беззв'язного, хаотичного мовно-рухового збудження і розгубленості. У клінічну психіатрію дане поняття введено Теодором Мейнертом у 1890 році. У роботах Мейнерта аменція розглядалася як окрема нозологічна одиниця — особлива форма гострого психозу. Згідно з дослідженнями Карла Бонхеффера (1912), аменція відноситься до екзогенних типів реакцій.

## Симптоми
Зазначається порушення синтезу сприйняття, непослідовність, дезорієнтування в місці, часі та власній особистості, розгубленість, виникнення істинних галюцинацій.
Галюцинації нечисленні й уривчасті, також можуть спостерігатись уривчасті маячні ідеї.
Часто хворі не можуть згадати своє ім'я, вік і адресу та втрачають здатність розуміти, що відбувається.
Пацієнт дезорієнтований, розгублений, безпорадний, спонтанно мовить беззв'язні фрази, окремі слова; спілкування з ним неможливе. Повної ясності свідомості не настає.
Афективні прояви неадекватні й непослідовні, настрій мінливий (сум, страх, плаксивість, подив, веселість весь час відміняються), вислови відбивають настрій. Іноді відзначається персеверація. Спостерігається помірне рухове збудження, іноді короткочасно виникає ступор або різке збудження. Характерне рухове збудження в межах постілі, з постійним здриганням, вигинанням, обертальними рухами чи тупотінням на одному місці. У поодиноких випадках сильне збудження з відмовою від їжі може викликати крайнє виснаження.
Початок поступовий або після минулого делірію і хаотичного затьмарення свідомості. Увечері та вночі аменція може перейти у делірій. Стан аменції повністю амнезується. Аментивний синдром протікає без світлих інтервалів, тривалість залежить від динаміки основного соматичного захворювання. Тривалість стану аменції зазвичай становить від кількох днів за кілька тижнів.
Залежно від переважаючих проявів розрізняють три форми аменції: кататонічну, галюцинаторну, маревну.
Аменція може виникнути при тяжких інфекційних захворюваннях, отруєнні, на тлі обважнення захворювання, виснаження резервів, зниження захисних сил організму.
Спостерігається при ендогенних психозах травматичного, інфекційного і токсичного походження. Так само може помічатися при шизофренії.
Вихід із хвороби поступовий, астенічний стан зберігається досить тривало. В найбільш тяжких випадках аментивний синдром переходить у психоорганічний синдром.

## Класифікація
Залежно від переважання тих чи інших клінічних проявів виділяють три форми аменції:
- маревну (переважають уривчасті маячні ідеї);
- галюцинаторну (переважають галюцинаторні переживання);
- кататонічну (переважає ступор).

## Лікування аменції
При психічному захворюванні показана госпіталізація до психіатричного відділення, при соматичній патології — до профільного відділення, що відповідає основному захворюванню. Хворому вводять антитоксичні препарати та нейролептики. Для усунення рухового збудження призначають бензодіазепіни. Для прояснення свідомості регулярно здійснюють краплинні інфузії ноотропів у сольовому розчині. Пацієнти відмовляються від води та їжі, тому їх переводять на штучне харчування. Здійснюють терапію основного захворювання.

## Прогноз
Прогноз відносно сприятливий. При своєчасному адекватному лікуванні аменція зазвичай не становить небезпеки для життя, проте летальний кінець у ряді випадків може бути обумовлений виснаженням хворого та несприятливим перебігом основного захворювання. Після виходу з аменції спостерігається виражена астенія та повна амнезія.